# Frederick Ponsonby, 3. Earl of Bessborough

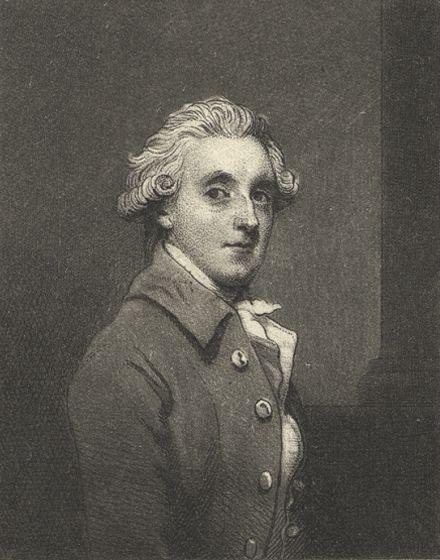
Frederick Ponsonby, 3. Earl of Bessborough

Frederick Ponsonby, 3. Earl of Bessborough (* 24. Januar 1758; † 3. Februar 1844) war ein irischer Adliger und Whig-Politiker.

## Leben
Ponsonby war der einzige Sohn von drei Kindern des Politikers William Ponsonby, 2. Earl of Bessborough (1704–1793), und seiner Ehefrau Lady Caroline Cavendish (1719–1760), einer Tochter von William Cavendish, 3. Duke of Devonshire, und der Catherine Hoskins. Im Februar 1758 wurde er in der St. Marylebone Church im Londoner Stadtteil Marylebone getauft. Als Heir apparent seines Vaters führte er ab dem 4. Juli 1758 bis 1793 den Höflichkeitstitel Viscount Duncannon.
Im Oktober 1774 begann er am Christ Church College der Universität Oxford ein Studium der Philosophie und Politik, das er 1777 als Master of Arts abschloss. Darauf ging er auf Grand Tour und bereiste Frankreich, Italien, Konstantinopel und das Heilige Land. Nach seiner zweijährigen Abwesenheit promovierte Ponsonby an der Universität Oxford mit einem Doktor im Zivilrecht (Doctorate of Civil Law). Zwischen 1780 und 1793 war er gewählter Abgeordneter im britischen House of Commons für das Borough Knaresborough in Yorkshire. 1782 wurde er Erster Lord der Admiralität. 1793 beerbte er seinen Vater als 3. Earl of Bessborough nebst nachgeordneten Titeln und wurde dadurch Mitglied des britischen und, bis zu dessen Auflösung durch den Act of Union 1800, auch des irischen House of Lords.

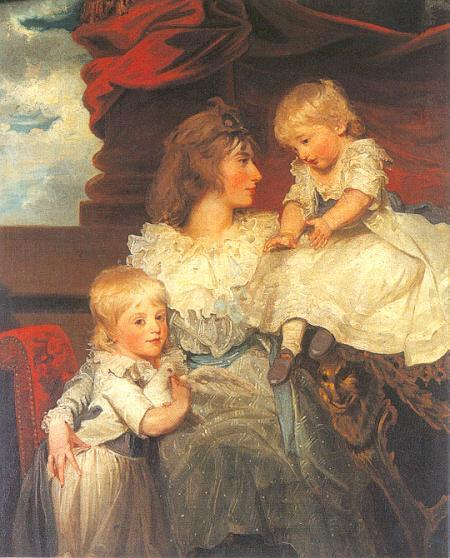
John Hoppner: Henrietta, Viscountess Duncannon, mit ihren beiden Söhnen Frederick und John, Öl auf Leinwand, 1787

Am 27. November 1780 heiratete er in der St. James Church in London Lady Henrietta Frances Spencer (1761–1821), die zweite Tochter von John Spencer, 1. Earl Spencer, und Margaret Georgiana Poyntz. Seine Frau war väterlicherseits die Ur-Urenkelin von John Churchill, 1. Duke of Marlborough, dem Sieger in der Schlacht von Höchstädt im Spanischen Erbfolgekrieg. Aus einer langjährigen Liebesbeziehung mit dem Politiker Granville Leveson-Gower, 1. Earl Granville, hatte seine Frau – mit seiner Billigung – zwei illegitime Kinder, Harriett Stewart und George Stewart. Aus der Ehe, die allen Berichten zufolge turbulent aber auch harmonisch verlief, gingen vier Kinder hervor:
- John William Ponsonby, 4. Earl of Bessborough (1781–1847) ⚭ 1805 Lady Maria Fane (1787–1834), Tochter des 10. Earl of Westmorland;
- Hon. Sir Frederick Cavendish Ponsonby (1783–1837), Major-General der British Army, Gouverneur von Malta ⚭ 1825 Lady Emily Charlotte Bathurst († 1877), Tochter des 3. Earl Bathurst;
- Lady Caroline Ponsonby (1785–1828) ⚭ 1805 William Lamb, 2. Viscount Melbourne (1779–1848);
- William Francis Spencer Ponsonby, 1. Baron de Mauley (1787–1855) ⚭ 1814 Lady Barbara Ashley-Cooper († 1844), Tochter des 5. Earl of Shaftesbury.

In den folgenden Jahren versammelten sich die wichtigsten politischen Persönlichkeiten zu Gesprächen in seinem Londoner Stadthaus, darunter Charles James Fox, Richard Brinsley Sheridan, Lord Byron oder Charles Grey, 2. Earl Grey. Auch mit dem damaligen Prince of Wales, dem späteren König Georg IV. und William Pitt dem Jüngeren, war das Ehepaar Ponsonby eng vertraut. Zusammen mit William Pitt setzten sie sich für die Katholikenemanzipation in Irland ein, die aber der König nicht gut hieß – darauf trat Pitt 1802 als Premierminister zurück.